# Млетачко-турски рат (1463—1479)
Млетачко-турски рат вођен је од 1463. до 1479. године. Део је Млетачко-турских ратова, а завршен је победом Турака.

## Увод
Интереси Млетачке републике и Османског царства почели су озбиљније да се сукобљавају након пада Србије и Босне под Османско царство (1459. и 1463). Након што је овладао балканским државама, Мехмед II Освајач наставио је да шири своје границе ка обали. Сада је дошао ред на Млетачку републику. У Петроварадину је 12. септембра 1463. године закључен савез између угарског краља Матије Корвина и Млетака против Турске. Млечани су, сем угарске помоћи, водили овај рат без помоћи хришћанских витезова. Деловање Републике свело се на образовање флоте (19 папских, 17 напуљских, 47 венецијанских и 2 галије Јовановаца са Родоса). Захваљујући својој превласти на мору, Млечани су успешно ратовали и без помоћи хришћанских држава. Османска империја тек је почела градити своју флоту.

## Рат
Млетачки бродови спасавали су венецијанска упоришта и нападали турске поседе. Тако су опустошили Делос и Митилини и запалили Смирну (1472). Турци су у току тих операција забележили само један значајнији успех. Мехмед-паша је 1470. године са 300 бродова и 70.000 војника напао и освојио Негропонте након пет узастопних јуриша. За то време су Турци током својих пљачкашких похода у Хрватску и Славонију захватали само периферне делове Млетачке републике. Освојили су 1471. године Почитељ, крај између Цетине и Неретве, изузев Макарског приморја. Проваљивали су до Нина, Задра и Шибеника. Млечани су током рата сачували и увећали своје поседе у Далмацији. Млетачке снаге под командом Антонија Лоредана успеле су да сачувају Скадар који је од маја до августа 1474. године опседао беглербег Сулејман-паша са 30.000 људи. Четири године касније, турски султан Мехмед II лично је повео војску на Скадар који му се након вишемесечне опсаде предао јануара 1479. године. Сада се сва територија Албаније нашла у турским рукама.

## Мир
Рат је завршен миром у Истанбулу (26. јануар 1479. године). По одредбама мировног споразума, Млечани су изгубили Евбеју, Крују и Скадар, али су сачували упоришта на Мореји (Пелопонезу) уз услов да за њих плаћају данак турском султану. Мир је закључен без обавештавања Матије Корвина. Због тога је Корвин намеравао да покрене рат против савезника, али то није могао учинити због турских провала у Хрватску, Славонију, Крањску и Штајерску.